# マックQ
『マックQ』（原題：McQ　マック）は、1974年のアメリカ合衆国のネオ・ノワール、犯罪・刑事アクション映画。ジョン・スタージェス監督、ジョン・ウェイン主演。

## ストーリー
シアトル市警察の刑事ロン・マクヒュー＝通称・“マック”の長年の相棒だったスタン・ボイルが射殺された。
憤慨したマックは事件の真相を自分の手で究明しようと決意、悪名高き麻薬王サンチャゴを締め上げたが、コスターマン署長からこの事件に介入しないよう命じられる。
これに反発したマックは署長に辞表を提出、私立探偵の登録を申請して事件を追う。マックは調査を進めるうち、警察も裏でからんでいる麻薬強奪計画を知るが…。

## キャスト
| 役名                   | 俳優                     | 日本語吹替                                                                              |
| 役名                   | 俳優                     | テレビ朝日版                                                                            |
| ---------------------- | ------------------------ | --------------------------------------------------------------------------------------- |
| マック                 | ジョン・ウェイン         | 納谷悟朗                                                                                |
| エド・コスターマン署長 | エディ・アルバート       | 田中明夫                                                                                |
| ロイス・ボイル         | ダイアナ・マルドア       | 平井道子                                                                                |
| マイラ                 | コリーン・デューハースト | 公卿敬子                                                                                |
| フランクリン・トムス   | クルー・ギャラガー       | 羽佐間道夫                                                                              |
| J・C・デイヴィス       | ジム・ワトキンス         | 森功至                                                                                  |
| マニー・サンチャゴ     | アル・レッティエリ       | 小林清志                                                                                |
| スタン・ボイル         | ウィリアム・ブライアント | 飯塚昭三                                                                                |
| エドワード・ファロー   | デヴィッド・ハドルストン | 相模太郎                                                                                |
| ロージー               | ロジャー・E・モーズリー  | 日高晤郎                                                                                |
| エレイン・フォレスター | ジュリー・アダムス       |                                                                                         |
| 不明 その他            |                          | 笹岡繁蔵 徳丸完 龍田直樹 浅井淑子 井口成人 仲木隆司 向殿あさみ 川浪葉子 池田勝 沢木郁也 |
|                        |                          |                                                                                         |
| 演出                   | 演出                     | 春日正伸                                                                                |
| 翻訳                   | 翻訳                     | 鈴木導                                                                                  |
| 効果                   | 効果                     | PAG                                                                                     |
| 調整                   | 調整                     | 山田太平                                                                                |
| 制作                   | 制作                     | 日米通信社                                                                              |
| 解説                   | 解説                     | 淀川長治                                                                                |
| 初回放送               | 初回放送                 | 1980年1月27日 『日曜洋画劇場』                                                          |

## 関連事項
- 主人公の使う短機関銃イングラムM10（MAC-10、マック・テン）は、本作に登場することにで、広く世に知られるようになった。
- 月刊少年チャンピオン1974年6月号の劇画ロードショー枠で本作がコミカライズされた。画はすがやみつるが担当した。